# Deborah Levi
Deborah Levi (* 28. August 1997 in Dillenburg) ist eine deutsche Bobfahrerin. Sie begann ihre sportliche Laufbahn als Leichtathletin und kam 2018 zum Bobsport. Als Anschieberin von Laura Nolte gewann sie im Januar 2020 ihr erstes Weltcuprennen und wurde 2021 Europameisterin sowie 2022 Olympiasiegerin im Zweierbob.

## Werdegang
Levi wuchs mit zwei jüngeren Brüdern im mittelhessischen Siegbach-Oberndorf auf und begann ihre sportliche Karriere als Leichtathletin beim TV Dillenburg, wo sie sich vor allem auf die Sprintdisziplinen konzentrierte. Nach ihrem Abitur 2016 am Johanneum Gymnasium Herborn absolvierte Levi ein freiwilliges soziales Jahr an einer Grundschule nahe Wiesbaden. Anschließend begann sie an der Johann Wolfgang Goethe-Universität Frankfurt am Main ein Studium auf Grundschullehramt. Sie verfolgte ihre Leichtathletik-Laufbahn beim Wiesbadener LV weiter und zählte 2018 mit einer Zeit von 12,06 Sekunden zu den besten 100-Meter-Sprinterinnen in Hessen. Wegen ihres guten Beschleunigungsvermögens rekrutierte der BSC Winterberg Levi als Anschieberin und Bremserin für den Bobsport. Ihren ersten Wettkampf im Europacup bestritt sie gemeinsam mit Pilotin Laura Nolte am 15. Dezember 2018. Das Duo erreichte am Königssee den vierten Rang, gewann wenige Wochen später das Europacuprennen in Winterberg und belegte Anfang Februar 2019 den vierten Platz bei der Junioren-WM (den zweiten Platz in der U23-Wertung). Zum Saisonende debütierte Levi an der Seite von Stephanie Schneider im Bob-Weltcup und kam in Lake Placid auf dem dritten Rang ins Ziel. Auch in der Leichtathletik war sie weiterhin aktiv, wechselte Anfang 2019 zum Sprintteam Wetzlar mit Trainer David Corell und lief in diesem Jahr die 100 Meter mehrmals unter zwölf Sekunden.
In der Saison 2019/20 gewann Levi als Anschieberin von Laura Nolte ein Europacup- und ein Weltcuprennen. Kurz nach ihrem ersten Sieg in der höchsten Wettkampfserie am 11. Januar 2020 wurde bei ihr eine Lungenentzündung diagnostiziert. Krankheitsbedingt fiel sie für die Weltmeisterschaften aus. Im Sommer 2020 trat Levi dem SC Potsdam bei, der ihr mit einer im Jahr zuvor eröffneten Anschubstrecke verbesserte Trainingsbedingungen bot. Sie bildete weiterhin mit Nolte – die beim BSC Winterberg blieb – eine Fahrgemeinschaft. Die beiden Sportlerinnen wurden im November 2020 deutsche Meister und gewannen im Weltcup 2020/21 zunächst im Dezember ein Rennen in Innsbruck-Igls sowie im Januar ein weiteres in Winterberg, das zugleich auch als Europameisterschaft zählte. In beiden Durchgängen hatte das Duo die beste Start- und die beste Laufzeit. Nolte hob nach dem Wettkampf Levis hohe Bedeutung für den Erfolg heraus. Zum Saisonende gewannen Nolte und Levi in St. Moritz den Junioren-Weltmeistertitel und holten bei den Weltmeisterschaften auf der Bahn in Altenberg die Bronzemedaille.
Im Winter 2021/22 gewann das Duo Nolte/Levi drei weitere Weltcuprennen und die Goldmedaille im Zweierbob bei den Olympischen Winterspielen in Peking. Ihr als deutlich eingeschätzter Vorsprung auf den bei Olympia zweitplatzierten Bob von Mariama Jamanka und Alexandra Burghardt betrug knapp acht Zehntelsekunden. Wegen eines Knorpelschadens im Knie und einer damit verbundenen Operation vor Weihnachten 2022 verpasste Levi die gesamte Weltcupsaison 2022/23. Nach einer zweijährigen Wettkampfpause trat sie Anfang 2024 wieder mit Laura Nolte an und gewann ein Weltcuprennen in Altenberg sowie die Silbermedaille bei den Weltmeisterschaften 2024 in Winterberg. Wegen Rückenproblemen nach einem Bandscheibenvorfall verpasste Levi anschließend das Saisonfinale in Lake Placid.
Die Stadt Frankfurt wählte Deborah Levi im Frühjahr 2022 gemeinsam mit dem Eintracht-Frankfurt-Spieler Alex Meier als Botschafterin für den Spielort bei der Fußball-Europameisterschaft 2024 aus.

## Auszeichnungen
- 2022: Silbernes Lorbeerblatt[14]
- 2022: Sportlerin des Jahres in Nordrhein-Westfalen (Team, mit Laura Nolte)